# 스몰베이직
스몰베이직(SmallBASIC)은 인터프리터를 포함한 베이직 프로그래밍 언어 방언으로, GNU 일반 공중 사용 허가서 버전 2를 통한 자유 소프트웨어로 출시되었다.

## 같이 보기
- 마이크로소프트 스몰 베이직